# آلساندرو فرسن
آلساندرو فرسن (ایتالیایی: Alessandro Fersen؛ ‏ ۵ دسامبر ۱۹۱۱ – ۳ اکتبر ۲۰۰۱) بازیگر اهل ایتالیا بود.
از فیلم‌هایی که وی در آن نقش داشته‌است، می‌توان به اولیس، تئودورا، ملکه زرخرید، رفیقه‌ها، احساس مالکیت، دیوارهای مالاپاگا، مسیر نفرت و پوچینی اشاره کرد.